# جیم نیبرز
جیم نِیبرز (انگلیسی: Jim Nabors؛ زادهٔ ۱۲ ژوئن ۱۹۳۰ درگذشته ۳۰ نوامبر ۲۰۱۷) بازیگر و خواننده اهل ایالات متحده آمریکا بود.
وی دانش‌آموختهٔ دانشگاه آلاباما است و بین سال‌های ۱۹۵۴ تا ۲۰۱۴ میلادی فعالیت می‌کرد. نابورز همچنین به خاطر خواندن آهنگ «بازگشت دوباره به خانه در ایندیانا» قبل از شروع مسابقات ایندیاناپولیس ۵۰۰ که سالانه در آخر هفته روز یادبود برگزار می‌شود، شناخته شده بود. او تقریباً هر سال میان ۱۹۷۲ تا ۲۰۱۴، به جز غیبت‌های گاه‌به‌گاه به دلیل بیماری یا تداخل برنامه، سرود غیررسمی ایندیانا را می‌خواند.
از فیلم‌ها یا برنامه‌های تلویزیونی که در آن نقش داشته می‌توان به اندی گریفیت شو و گومر پایل، یو.اس.ام.سی. اشاره کرد.